# På underbara vägar går
På underbara vägar går är en psalm med text skriven 1773 av William Cowper och musik av Thomas Hastings. Texten översattes till svenska 1859.

## Publicerad i
- Segertoner 1988 som nr 346 under rubriken "Fader, son och ande - Gud, vår Skapare och Fader".[1]